# Lisianthius auratus
Lisianthius auratus är en gentianaväxtart som beskrevs av Standley. Lisianthius auratus ingår i släktet Lisianthius och familjen gentianaväxter. Inga underarter finns listade i Catalogue of Life.